# Nino Vaccarella
Nino Vaccarella, född 4 mars 1933 i Palermo, Sicilien, död 23 september 2021 i Palermo, var en italiensk racerförare.

## Racingkarriär
Vaccarella körde några formel 1-lopp i början av 1960-talet för tre olika stall, bland annat ett för Ferrari. Hans bästa placering var niondeplatsen i Italien 1962 där han körde en Lotus-Climax för Scuderia SSS Republica di Venezia.

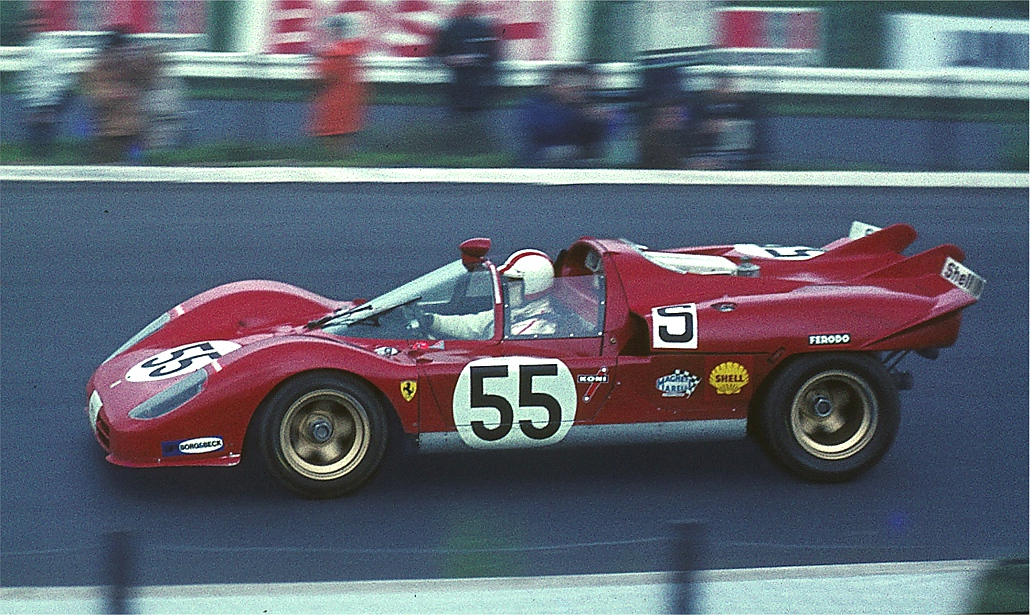
Nino Vaccarella i en Ferrari 512 S på Nürburgring 1970.

Vaccarella tävlade även i sportvagnsracing och vann Targa Florio tre gånger.
Han vann också Le Mans 24-timmars 1964 tillsammans med Jean Guichet i en Ferrari 275 P och Nürburgring 1000 km tillsammans med Ludovico Scarfiotti samt Sebring 12-timmars 1970 tillsammans med Ignazio Giunti och Mario Andretti i en Ferrari 512 S.

## F1-karriär
| Säsong | Stall/Tillverkare                                          | Poäng | Placering |
| ------ | ---------------------------------------------------------- | ----- | --------- |
| 1961   | Scuderia Serenissima (De Tomaso-Alfa Romeo)                | 0     | –         |
| 1962   | Scuderia SSS Republica di Venezia (Lotus-Climax & Porsche) | 0     | –         |
| 1965   | Ferrari                                                    | 0     | –         |